# Casa Bertran (Palafrugell)
La Casa Bertran és una obra del monumentalisme academicista de Palafrugell (Baix Empordà) inclosa a l'Inventari del Patrimoni Arquitectònic de Catalunya.

## Descripció
Situada al nucli de Calella de Palafrugell, és una casa d'estiueig de grans proporcions, envoltada d'un ampli jardí de pendent pronunciat que té murs de contenció i tanques de vegetació.
La casa està situada en la zona més elevada. Consta de dues plantes bastides sobre un basament format per planta semi-sotan que és destinat a serveis i dependències.
El conjunt s'inspira en l'arquitectura tradicional catalana, tot i que amb una gran simplificació de les formes i una distribució d'espais i obertures molt equilibrada.

## Història
La casa Bertran vas ser realitzada per l'arquitecte Raimon Duran i Reynals durant la dècada dels anys 1930/40, en estil noucentista. Aquest arquitecte va realitzar nombroses cases d'estiueig tot reinterpretant el vocabulari tradicional de l'arquitectura catalana d'una manera molt depurada.